# Óvalo de Elizabeth

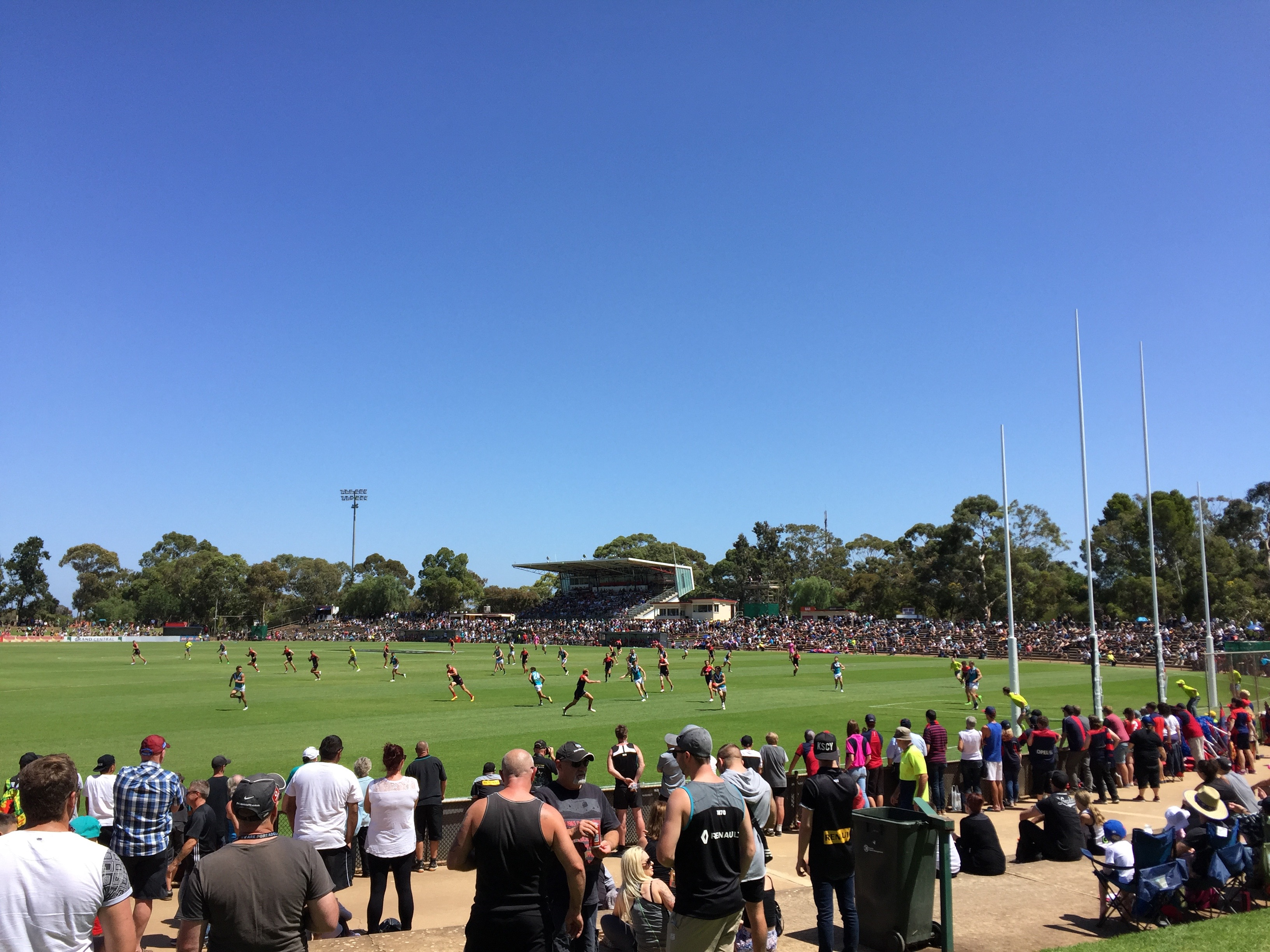
Óvalo de Elizabeth.

Óvalo de Elizabeth (actualmente Óvalo Hamra Homes por motivos de patrocinio, y anteriormente Óvalo NAP), es un estadio de fútbol australiano situado en Elizabeth, una ciudad satélite del norte de Adelaida, Australia. 
El estadio es la sede, desde 1959, del Club de Fútbol del Distrito Central que participa en la liga SANFL. El primer partido de liga se disputó en el año 1964. El aforo es de 18.000 espectadores, con 1.500 de estas localidades sentadas. El récord de asistencia se logró en el año 1984 en un encuentro de la SANFL disputado entre el Club de Fútbol del Distrito Central y los Urracas de Puerto Adelaida.
Las torres de iluminación fueron instaladas en marzo de 2006.
34°43′20″S 138°39′48″E / -34.72222, 138.66333
- Datos: Q5363295
- Multimedia: Elizabeth Oval / Q5363295